# سيوتات إسبورتيفا خوان غامبر
سيوتات إسبورتيفا خوان غامبر (بالكتلانية: Ciutat Esportiva Joan Gamper) وترجمتها مدينة جوان غامبر الرياضية مدينة رياضية تقع في حي سان خوان ديسباي في مدينة برشلونة الإسبانية، تابعة لنادي برشلونة تم افتتاحها سنة 2006، سميت باسم جوان غامبر تكريماً لمؤسس النادي، تستخدم في تدريبات ومباريات فريق الشباب وفرق النادي الأخرى.
في 20 أكتوبر 2011 أصبحت المدينة الرياضية المقر الجديد لأكاديمة نادي برشلونة لكرة القدم بدلاً من لا ماسيا.

## التجهيزات
تقع المدينة على أرض مساحتها 136839 متراً مربعاً على بعد 4.5 كيلومتر عن ملعب كامب نو ومن أهم محتوياتها مايلي:-
- خمسة ملاعب عشبية
- أربعة ملاعب عشب صناعي
- جناح واحد لرياضات متعددة
- مبنى مدرج مسقوف بجوار الملعب 1
- مبنى خدمات واحد
- مبنى واحد لغرف تغيير الملابس
- مناطق تدريب مختلفة لحراس المرمى والجوانب الفنية